# 田中三七一
田中 三七一（たなか みないち、1904年（明治37年）1月19日 - 1992年（平成4年）10月10日）は日本の囲碁棋士。東京出身、日本棋院所属、七段（追贈八段）。旧姓加藤。兄は加藤信八段。棋士会の副会長を務めるなど、篤実な人柄で、武宮正樹九段の「最初の師匠」としても知られる。

## 経歴
1927年（昭和2年）に井上一郎五段に試験碁を受けて二段を免許される。同年春期大手合乙組優勝、三段昇段。1944年四段。1956年五段。1974年六段。1984年引退、七段。
1960年頃から当時9歳の武宮正樹への囲碁指導を始め、その後武宮が院生の1級に進むまでの4年間で、五子から先まで約90局の指導碁を行う。プロ試験に合格した武宮を木谷實九段に推薦し、「私が生みの親、木谷さんが育ての親、それでいいじゃないですか」と言って木谷門下とした。1974年に第14期名人戦の予選で、武宮正樹七段との師弟対決が実現、プロ十傑戦で2位などの活躍をしていた武宮に対して、当時70歳の田中は武宮ばりの「中の碁」で応戦し、勝利は譲ったものの2目半差と健闘した。
田中の碁は「地を取るのが嫌い」であり、中央志向の力戦派であった。こうした田中の棋風は教え子である武宮正樹少年に引き継がれ、武宮独特の「宇宙流布石構想」の完成に多大な影響を与えた。田中が目指した「地にこだわらない中央志向の碁」は武宮により完成され、その独創的なスタイルは世界中で極めて高く評価されている。

## 田中三七一による「武宮正樹」評
- 武宮君と私とのつながりは、その頃、浅草橋のたもとの碁席で週に何度か私が道場を開いていたのですが、そこにお父さんに連れられて武宮君が習いに来たのが始まりです。
- 来た頃は碁はまだ弱かったのですが、碁に対する勘があり、すでに碁の才能が感じられました。碁は、子供に似合わない力碁で、読みが深く、ネジリ合いにはなかなか強い碁でした。私自身が地を取る碁がきらいなので、地を忘れろ、地というものは相手の打った石の価値と自分の打った石の価値の差額が地になるのだから、最初から地そのものを考えるなと四年間よく云ったものです。何人かを一緒に教えているので、うっかりしているとこちらよりもよく読んでいておどろいたことがありましたが、兎に角力が強い、読みが正確だったことは強く印象に残っています。
- その後入段し、木谷九段が棋士会の会長をされていた頃、私は副会長をやらせて貰ったりして極く懇意だったので、本人の勉強になりますのでとお願いして木谷門に入らせて頂いたわけです。
- 武宮君の碁は中の碁で、現在の棋士では似た碁を打つ人は居ないようです。先人の中に似た碁風の人を求めれば、強いて云えば江戸時代後期の本因坊元丈くらいでしょうか。元丈の碁はボウシにかぶせる碁で、武宮君の碁と近いところがあるように感じます。中の碁は地にあまい欠点があるので、完成させるのは大変でしょうが、勝負にこだわらず、碁の道を極めてゆこうという気持を大切にして今後とも頑張るよう念じます。[2]